# Dolichopus aemulus
Dolichopus aemulus är en tvåvingeart som beskrevs av Friedrich Hermann Loew 1859. Dolichopus aemulus ingår i släktet Dolichopus och familjen styltflugor. Inga underarter finns listade i Catalogue of Life.